# Епископ нишки Виктор
Виктор (световно Вуколо Чолаков; 1797 — 31. мај 1888) био је последњи митрополит нишки Бугарске егзархије (1872—1878), а први епископ нишки Српске православне цркве у Кнежевини Србији након ослобођења Ниша (1878—1883).

## Биографија
Бугарског је порекла, рођен у вароши Калофер 1797, тадашња Источна Румелија у склопу Османског царства, данас Бугарска. По другом, бугарском извору рођен је изгледа нешто касније, 1804. године.
Виктор Чолаковић замонашио се у манастиру Хиландару и одатле постављен 1835. за представника хиландарског метоха у Нишу. У Хиландару је претходно постао архимандрит, један од најспремнијих монаха. Таксидиот је грчки израз за монаха-духовника који у манастирском метоху убира „на таксид”, прилоге за манастир. Са места таксидиота у Нишу (на којем је провео скоро 35 година) изабран је за архијереја нишког и хиротонисан маја 1872, у Цариграду. Хиротонисали су га митрополит трновски Иларион, митрополит пловдивски Панарет и митрополит самоковски Доситеј. Каријеру је започео у оквирима Васељенске патријаршије, да би наставио као митрополит Бугарске егзархије. На крају се нашао као архијереј у окриљу аутокефалне Српске православне цркве у Кнежевини Србији.
Егзархијске власти су биле сумњичаве према њему због више пропуста, међу којима је и сарадња са Србима. Иако је приликом избора у Свети Синод 1874. године добио само један глас, он ће ипак касније постати члан Синода, али неће ићи у Цариград. Међутим 1875. године од стране бугарског Синода је за њега написано: „да је непокоран, непослушан и груб, и да зато не би било лоше да се уклони из (нишке) епархије, чак и уз помоћ владе”. Владика Виктор је остао током свих ломова и промена постојани Хиландарац веран искључиво православним канонима.
У име свештенства и народа 18. јануара 1878. прогласио је сједињење са Српском православном црквом у Кнежевини Србији и о томе обавестио митрополита београдског Михаила. То је било после ослобођења Ниша током Другог српско-турског рата и присаједињења нишког, пиротског, врањског и топличког округа Србији. Његова одлука је прихваћена и митрополит Виктор је 1. фебруара 1879. указом постављен за епископа нишког у саставу Београдске митрополије.
Указом књаза Милана од 18. јануара 1878, Чолаковић је одликован Таковским крстом III степена због заслуга за независност и ослобођење. Био је епископ у Нишу председник месног пододбора Црвеног крста.
Остао је веран митрополиту Михаилу и после његовог смењивања, разрешен је дужности архијереја (епископа) 1. априла 1883. године, јер није признао Закон о таксама који се такође тицао цркве и клира; а потом је пребачен у манастир Петковица у Епархији шабачкој. Манастиру Хиландару је завештао 4000 дуката, а остали иметак оставио за добротворне и просветне сврхе. Умро је у Београду 1888. године и сахрањен у цркви Светог Марка у Београду.
Био је почасни члан Српског ученог друштва од 27. фебруара 1883. године.